# Gore Airport
Gore Airport är en flygplats i Etiopien. Den ligger i den västra delen av landet, 400 km väster om huvudstaden Addis Abeba. Gore Airport ligger 1 974 meter över havet.
Terrängen runt Gore Airport är platt åt nordost, men åt sydväst är den kuperad. Gore Airport ligger uppe på en höjd. Runt Gore Airport är det ganska tätbefolkat, med 100 invånare per kvadratkilometer. Närmaste större samhälle är Metu, 15,7 km norr om Gore Airport. I omgivningarna runt Gore Airport växer huvudsakligen savannskog.